# Перічей (комуна)
Перічей (рум. Pericei) — комуна у повіті Селаж в Румунії. До складу комуни входять такі села (дані про населення за 2002 рік):
- Бедечин (901 особа)
- Перічей (2787 осіб) — адміністративний центр комуни
- Перічею-Мік (33 особи)
- Січ (281 особа)

Комуна розташована на відстані 398 км на північний захід від Бухареста, 15 км на захід від Залеу, 75 км на північний захід від Клуж-Напоки.

## Населення
За даними перепису населення 2002 року у комуні проживали 4002 особи.
Національний склад населення комуни:
| Національність   | Кількість осіб | Відсоток |
| ---------------- | -------------- | -------- |
| угорці           | 2188           | 54,7%    |
| румуни           | 1587           | 39,7%    |
| цигани           | 224            | 5,6%     |
| росіяни-липовани | 2              | < 0,1%   |
| німці            | 1              | < 0,1%   |

Рідною мовою назвали:
| Мова      | Кількість осіб | Відсоток |
| --------- | -------------- | -------- |
| угорська  | 2188           | 54,7%    |
| румунська | 1651           | 41,3%    |
| циганська | 161            | 4,0%     |
| російська | 2              | < 0,1%   |

Склад населення комуни за віросповіданням:
| Релігія        | Кількість осіб | Відсоток |
| -------------- | -------------- | -------- |
| реформати      | 1762           | 44,0%    |
| православні    | 1530           | 38,2%    |
| баптисти       | 551            | 13,8%    |
| греко-католики | 115            | 2,9%     |
| п'ятдесятники  | 9              | 0,2%     |
| адвентисти     | 7              | 0,2%     |
| не релігійні   | 5              | 0,1%     |
| римо-католики  | 4              | 0,1%     |
| бретрени       | 1              | < 0,1%   |